# Zelking-Matzleinsdorf
Zelking-Matzleinsdorf is een gemeente in de Oostenrijkse deelstaat Neder-Oostenrijk, gelegen in het district Melk (ME). De gemeente heeft ongeveer 1200 inwoners. De gemeente omvat de kadastrale gemeentes Bergern-Maierhofen, Frainingau, Mannersdorf bei Zelking, Matzleinsdorf en Zelking.

## Geografie
Zelking-Matzleinsdorf heeft een oppervlakte van 21,16 km². Het ligt in het centrum van het land, ten westen van de hoofdstad Wenen.

## Geboren
- Josef Laßletzberger (1862-1939), componist en kapelmeester

Artstetten-Pöbring · Bergland · Bischofstetten · Blindenmarkt · Dorfstetten · Dunkelsteinerwald · Emmersdorf an der Donau · Erlauf · Golling an der Erlauf · Hofamt Priel · Hürm · Kilb · Kirnberg an der Mank · Klein-Pöchlarn · Krummnußbaum · Leiben · Loosdorf · Mank · Marbach an der Donau · Maria Taferl · Melk · Münichreith-Laimbach · Neumarkt an der Ybbs · Nöchling · Persenbeug-Gottsdorf · Petzenkirchen · Pöchlarn · Pöggstall · Raxendorf · Ruprechtshofen · Schollach · Sankt Leonhard am Forst · Sankt Martin-Karlsbach · Sankt Oswald · Schönbühel-Aggsbach · Texingtal · Weiten · Ybbs an der Donau · Yspertal · Zelking-Matzleinsdorf
- Gemeinsame Normdatei: 4802128-3
- Virtual International Authority File: 244760155
- WorldCat: E39PBJmTpXVF99Mj6cGPdxTfv3